# Гаравента (Ђенова)
Гаравента је насеље у Италији у округу Ђенова, региону Лигурија.
Према процени из 2011. у насељу је живело 11 становника. Насеље се налази на надморској висини од 955 м.